# نیروگاه برق آبی تسنکوف کامک
نیروگاه برق آبی تسنکوف کامک (به لاتین: Tsankov Kamak Hydro Power Plant) یک نیروگاه برقابی در بلغارستان است که در استان اسمولیان واقع شده‌است.